# Insectivorous Plants

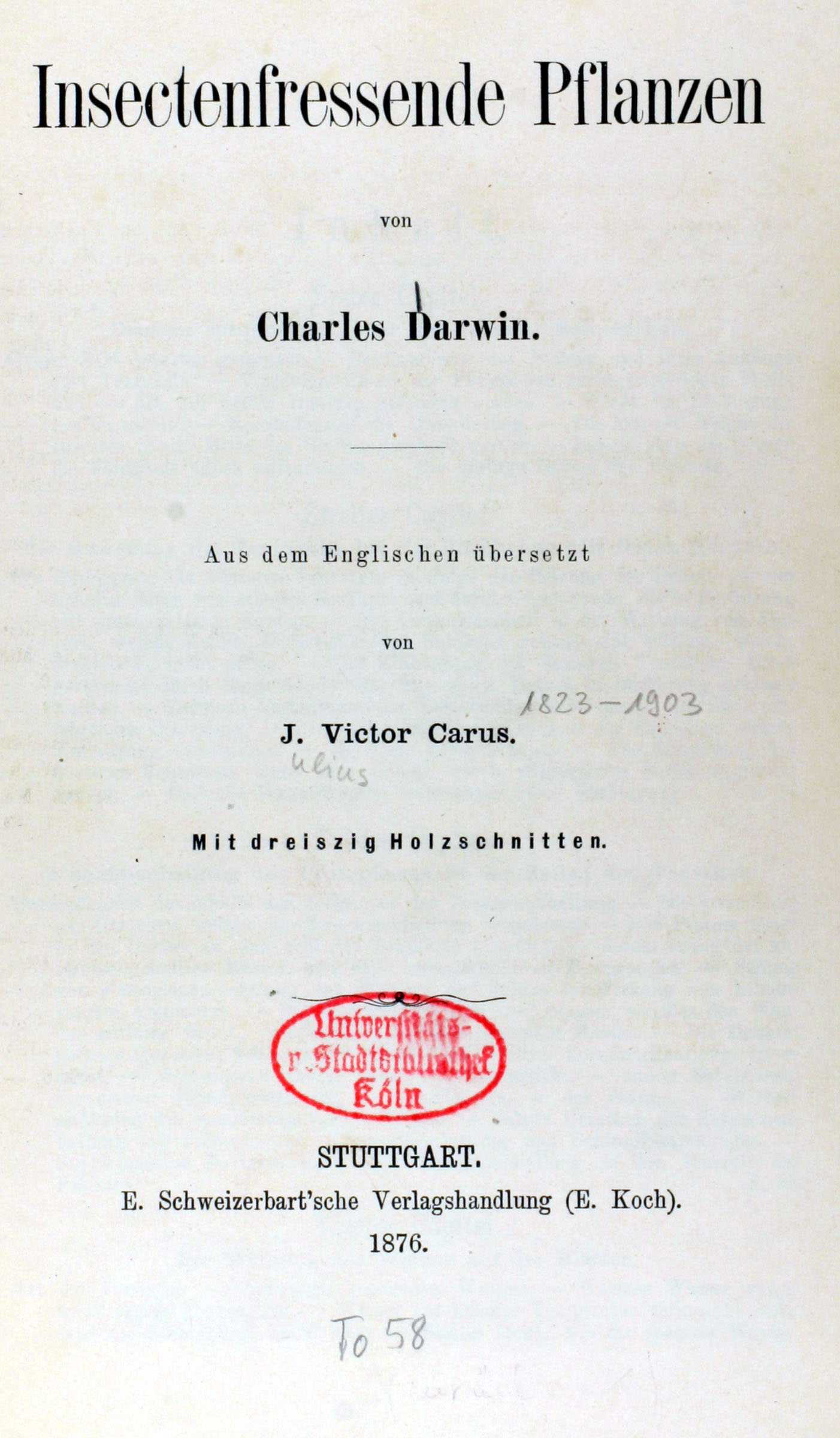

Insectivorous Plants es un libro del naturalista británico y pionero de la teoría de la evolución, Charles Darwin, publicado el 2 de julio de 1875 en Londres.
Parte de una serie de trabajos de Darwin en relación con su teoría de la selección natural, el libro es un estudio de las plantas carnívoras con especial atención a las adaptaciones que les permiten vivir en condiciones difíciles.  Se incluyen ilustraciones realizadas por el mismo Darwin, junto con dibujos de sus hijos, George y Francis Darwin.

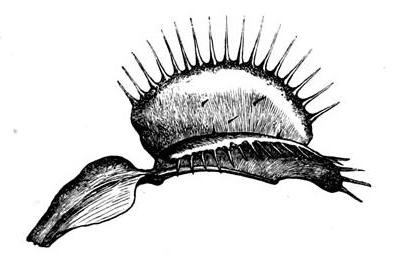
Ilustración de una Venus atrapamoscas, una de las plantas Darwin estudió, a partir de la traducción al alemán

El libro es una crónica de los experimentos de Darwin con varias plantas carnívoras, en el que estudia cuidadosamente sus mecanismos de alimentación. Darwin prueba varios métodos para estimular en las plantas la activación de sus mecanismos de trampa, incluyendo la alimentación de ellos con carne o con vidrio, soplando sobre ellos y pinchando con pelos. Él descubrió que sólo el movimiento de un animal podría causar la reacción de las plantas, y concluyó que se trataba de una adaptación evolutiva para conservar la energía de la presa y hacer caso omiso de los estímulos que probablemente no fueran nutritivos. También descubrió que, si bien algunas plantas tienen distintas estructuras similares como trampas, otras producen líquidos pegajosos para atrapar a su presa, y concluyó que este fue un ejemplo de la presión de selección natural que da como resultado  varios métodos para la captura de los alimentos.
La primera edición tuvo una tirada de 3.000 ejemplares. Fue traducida a varios idiomas durante toda la vida de Darwin, incluida la edición alemana. Una segunda edición en idioma inglés se publicó en 1889 después de la muerte de Darwin, editado con adiciones y notas de Francis Darwin.

## Ediciones
- Insectivorous plants. London: John Murray 1875
- Insectivorous plants. New York: D. Appleton 1875
- Insectenfressende Pflanzen. 1876
- Les plantes insectivores 1877
- Insectivorous plants. 2d ed. Revised by Francis Darwin. London: John Murray 1888